# Горобцы (Новосанжарский район)

Горобцы (укр. Горобці) — село,
Малокобелячковский сельский совет,
Новосанжарский район,
Полтавская область,
Украина.
Код КОАТУУ — 5323483202. Население по переписи 2001 года составляло 133 человека.

## Географическое положение
Село Горобцы находится на одном из истоков реки Волчий,
ниже по течению на расстоянии в 0,5 км расположено село Великий Кобелячек.

## Галерея
- Церковь
- Северный въезд в село (со стороны Столбиной Долины)
- Почта
- Магазин
- Памятник героям ВОВ
- Памятник погибшим в ВОВ (на кладбище)
- Частное хозяйство
- Остановка